# (3732) Vávra
(3732) Vávra es un asteroide perteneciente al cinturón de asteroides, descubierto el 27 de septiembre de 1984 por Zdeňka Vávrová desde el Observatorio Kleť, České Budějovice, República Checa.

## Designación y nombre
Designado provisionalmente como 1984 SR1. Fue nombrado Vávra en honor a "Anton Alfred Vávra" padre de la descubridor.